# کالای عادی

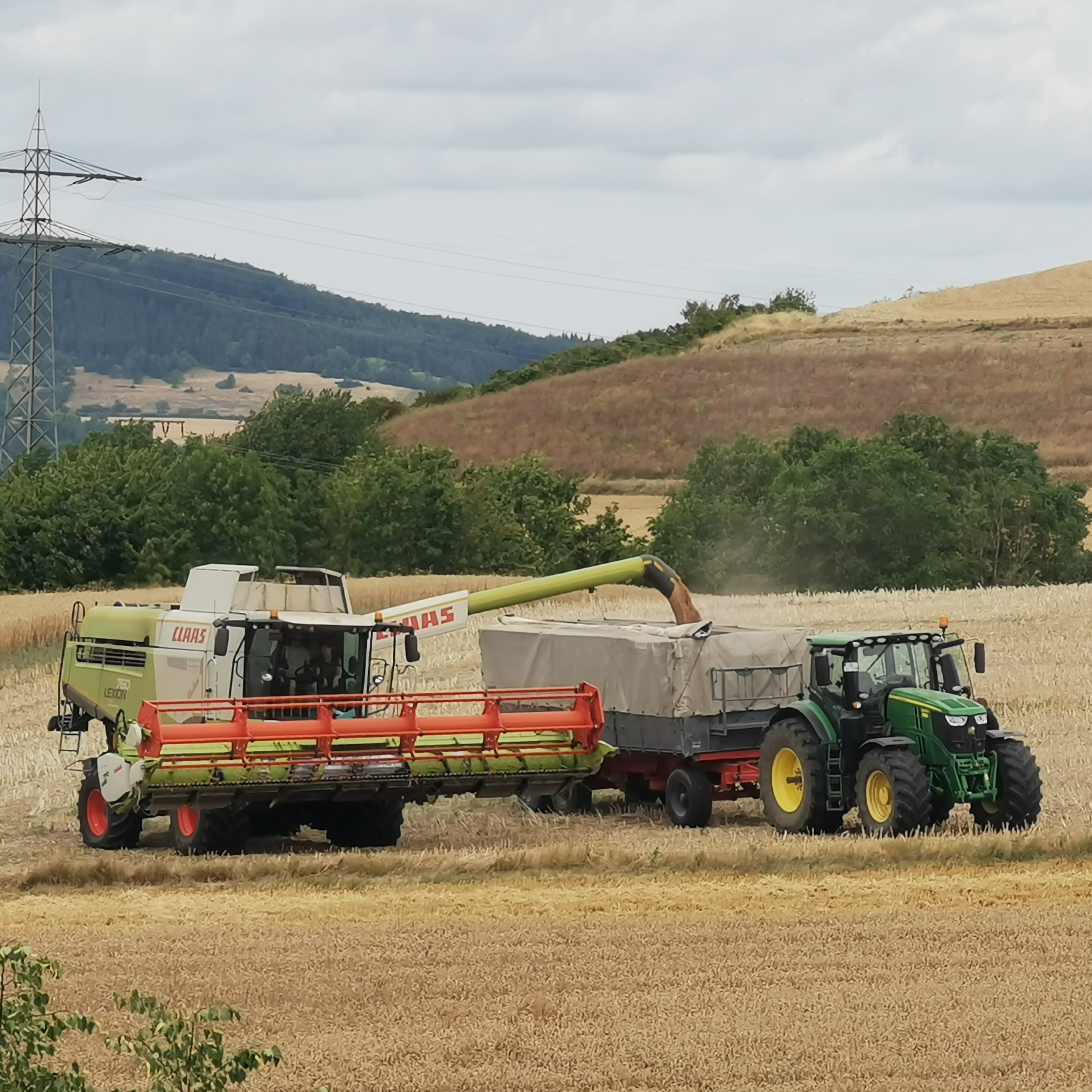
در علم اقتصاد کالای عادی کالایی است که با کاهش درآمدها، تقاضا برای آن کم می‌شود

در علم اقتصاد کالای عادی کالایی است که با کاهش درآمدها، تقاضا برای آن کم می‌شود. طبیعی است که با تغییر درآمدها الگوی مصرف نیز تغییر کند و با افزایش درآمدها میزان مصرف بیشتر کالاها افزایش یابد. به چنین کالاهایی کالای عادی گفته می‌شود. برای یک کالای عادی اگر میزان درآمدها به اندازهٔ درصد معینی افزایش یابد، میزان مصرف آن کالای عادی نیز افزایش می‌یابد، اما میزان درصد افزایش مصرف، از درصد افزایش درآمد پایین‌تر خواهد بود، به عبارت دیگر  کشش کمانی تقاضا مثبت اما  کمتر از ۱ است. اگر درصد افزایش تقاضا برای کالا بیشتر از درصد افزایش درآمد باشد، آنگاه به آن کالا یک کالای ممتاز گفته می‌شود.
اگر با افزایش درآمد میزان تقاضا برای کالایی کاهش یابد، به آن کالا یک کالای پست می‌گویند. یک کالا می‌تواند بسته به میزان درآمدها عادی یا پست باشد. منحنی تقاضا برای یک کالای عادی دارای شیب منفی است. اگر کالایی در سطح پایین درآمدها کالای عادی و در درآمدهای بالاتر کالای پست محسوب شود، منحنی تقضای آن به صورت یک کمان درخواهد آمد.

### کتابشناسی
- Dewar, Diane M. (2009). Essentials of Health Economics (به انگلیسی). Jones & Bartlett Learning.
- Anderton (1977). Economics (به انگلیسی). Pearson Education India.